# Captain Morgan’s Revenge
Captain Morgan’s Revenge – pierwszy album studyjny szkockiej grupy folk/power metalowej Alestorm, wydany 25 stycznia 2008 roku przez wytwórnię Napalm Records.

## Lista utworów
| Nr  | Tytuł utworu               | Długość |
| --- | -------------------------- | ------- |
| 1.  | „Over the Seas”            | 3:56    |
| 2.  | „Captain Morgan’s Revenge” | 6:43    |
| 3.  | „The Huntmaster”           | 4:59    |
| 4.  | „Nancy the Tavern Wench”   | 4:53    |
| 5.  | „Death Before the Mast”    | 3:18    |
| 6.  | „Terror on the High Seas”  | 3:52    |
| 7.  | „Set Sail and Conquer”     | 4:38    |
| 8.  | „Of Treasure”              | 2:58    |
| 9.  | „Wenches & Mead”           | 3:42    |
| 10. | „Flower of Scotland”       | 2:37    |
|     |                            | 41:36   |

## Twórcy
- Christopher Bowes – śpiew, instrumenty klawiszowe, flażolet
- Gavin Harper – gitara, drumla
- Dani Evans – gitara basowa
- Ian Wilson – instrumenty perkusyjne
- Migo Wagner – perkusja
- Lasse Lammert – produkcja, realizacja nagrań, miks, mastering
- Ingo Römling – projekt okładki
- Steve Brown – zdjęcia